# Guillermo Airaldi
Guillermo Alfredo Hugo Airaldi Rivarola, detto Willy (Lima, 1923 – Lima, 3 marzo 1955), è stato un cestista peruviano.
Era il fratello di Eduardo Airaldi Rivarola.

## Carriera
Con il Perù ha disputato i Campionati mondiali del 1950.